# Andries (televisieprogramma)
Andries was een interviewprogramma van de Evangelische Omroep (EO) dat wekelijks op zondag op de televisiezender NPO 2 werd uitgezonden. Het programma bracht een-op-eengesprekken tussen presentator Andries Knevel en een christelijk persoon. In de eerste jaren werd Andries opgenomen in het Vestingmuseum in Naarden. 
Eerder had Knevel tussen 2004 en 2013 een gelijknamig radioprogramma.